# Юмашево (Баймакский район)
Юма́шево (баш. Йомаш) — село в Баймакском районе Башкортостана России. Административный центр Юмашевского сельсовета. Согласно переписи 2020 года население составляло 749 человек.

## География
Находится на берегу реки Сакмары, в месте впадения реки Кувашлы.
Географическое положение
Расстояние до:
- районного центра (Баймак): 32 км,
- ближайшей железнодорожной  станции (Сибай): 72 км.

## Название
Носит имя хозяина этих мест Юмаша Батраева. В книге В. В. Вельяминова-Зернова «Источники для изучения тарханства, жалованного башкирам русскими государями» (СПб., 1864) говорится о том, что башкир Бурзянской волости Юмаш Батраев получил в конце XVII в. тарханную грамоту (его отец и дед были тарханами). Прежнее название деревни неизвестно.

## История
В годы кантонного управления деревня находилась на территории Бурзянской волости, в конце XVIII века относилась к 6-й юрте.
В Отечественной войне 1812 года, в составе 15-го башкирского полка против Наполеона воевали урядник Даут Агышев, рядовые Аят Ахмеров, Тухватулла Габдуллин, Юмагул Акбулатов, Саитягафар Байзигитов, Мурзагильде Абубакиров, Габдулгафар Ишбаев, награждённые боевыми серебряными медалями «За взятие Парижа 19 марта 1814 года» и «В память войны 1812 года».
Жители Юмашева основали несколько новых деревень. Все они возникали на местах прежних хуторов. В 1812 г. 9 семей выделилось и основало д. Касымгулово (известны сыновья Касымгула 1768 г. Ислам и 1777 г. Менглиш), которую через четыре года, когда сюда переселилось ещё 14 семей во главе с Баишем Аккускаровым (1747—1823), переименовали в Баишево.
Юмашевцы занимались скотоводством, промыслами и земледелием. В 1839 г. из 109 дворов 70 кибиток кочевало в бассейнах рек Суран-Кую, Пшада и Мяката. 646 человек владело 738 лошадьми, 673 коровами, 227 овцами и 165 козами. На 56 десятинах пашни в 1834 г. на 433 жителя засеяли 40 пудов озимого и 560 пудов ярового хлеба.
В деревне Юмашево, в 1989 году впервые в республике был проведен праздник «Шежере байрам». Заслуга в восстановлении традиций ведения шежере принадлежит краеведу Сафиулле Исянову.
Статус села деревня приобрела согласно Закону Республики Башкортостан от 20 июля 2005 года № 211-з «О внесении изменений в административно-территориальное устройство Республики Башкортостан в связи с образованием, объединением, упразднением и изменением статуса населенных пунктов, переносом административных центров», ст.1:

5. Изменить статус следующих населенных пунктов, установив тип поселения — село:

4) в Баймакском районе:

м) деревни Юмашево Юмашевского сельсовета; 

## Население
| 2002 | 2009  | 2010  |
| ---- | ----- | ----- |
| 1136 | ↘1088 | ↘1006 |

1798 год — 250 жителей, 51 дом
1859 год — 626 человек, 102 дома
1885 год — 560 человек, 70 домов
1920 год — 842 человека, 157 домов,
1996 год — 1212 человек, 361 дом.

## Генеалогия основоположников деревни
Батрай-Арыслангале-Юмаш-Ишкильде (его сын Гали), Зильгильде, Баймурза (его сыновья Мухаметрахим, Магадий, Мухаметша), Абиш (его сыновья Хазиахмет, Исхак) и Мухаметьян (его сыновья Губайдулла, Гибадат).

## Инфраструктура
Основные виды экономической деятельности: растениеводство, животноводство, действуют два крестьянско-фермерских хозяйства.

### Образование
С 1860-х годов при мечети работала мектебе (школа). 
В 1901 году юноши и девушки обучались отдельно.
В 1910 году было построено двухкомнатное медресе для юношей.
В 1918 году дети обучались на родном языке, на башкирской алифбе.
В 1924 году была построена трехкомнатная школа.
В 1926 году была открыта основная школа, дети с соседних деревень тоже начали обучаться в Юмашевской школе.
В 1933 году была открыта семилетняя школа, а в 1960 году — восьмилетняя.
С 1966 года в д. Юмашево начала работать средняя школа.
В 1968 году силами колхоза «Сакмар» была построена двухэтажная школа проектной мощностью на 140 учащихся. В школе дети обучались до 2006 года.
В 2006 году баймакским ООО «ПМК» была построена типовая школа, соответствующая требованиям на 247 учеников.

## Религия
В селе есть мечеть.

## Знаменитые уроженцы
- Алибаев Адигам Галеевич (1925 — 1951)— полный кавалер ордена Славы.
- Барлыбаев, Халиль Абубакирович (1944 — 2020) — депутат Государственной думы РФ третьего созыва, доктор экономических наук, профессор, заслуженный экономист Республики Башкортостан.
- Каипова Лилия Зайнулловна (Лилия Сакмар) (род 1962) — поэтесса, драматург, журналист.